# Regering-Degryse
De regering-Degryse (16 juli 2024 - heden) is de huidige regering van de Franse Gemeenschap die werd gevormd na de verkiezingen van 2024. Deze regering is de opvolger van de regering-Jeholet.

## Samenstelling
De regering-Degryse telt 6 ministers (3 voor MR en 3 voor Les Engagés). Vier van hen zijn ook minister in de Waalse regering-Dolimont: Valérie Lescrenier, Jacqueline Galant, Yves Coppieters en Adrien Dolimont.
Aanvankelijk telde de regering slechts vier ministers, alle vier waren vrouwen. Volgens grondwetspecialisten was dit ongrondwettelijk aangezien artikel 11bis van de Grondwet stelt dat regeringen mensen van verschillende geslachten moeten bevatten. Het minst vertegenwoordigde geslacht moet ook voor minstens een derde van het totale aantal ministers zorgen. Als oplossing kregen twee mannelijke ministers uit de Waalse regering een dubbele pet. Yves Coppieters (Les Engagés) en Adrien Dolimont (MR) krijgen kleine gemeenschapsbevoegdheden.
| Ambtsbekleder | Ambtsbekleder | Ambtsbekleder             | Functie en bevoegdheden           | Functie en bevoegdheden                                                                                             | Termijn              | Partij      |
| ------------- | ------------- | ------------------------- | --------------------------------- | --- | -------------------- | ----------- |
|               |               | Elisabeth Degryse (1980)  | Minister-president / Minister     | Begroting, Hoger Onderwijs, Schoolgebouwen, Cultuur, Permanente Vorming, Internationale Betrekkingen en Francofonie | 16 juli 2024 - heden | Les Engagés |
|               |               | Valérie Glatigny (1973)   | Viceminister-president / Minister | Verplicht Onderwijs                                                                                                 | 16 juli 2024 - heden | MR          |
|               |               | Valérie Lescrenier (1979) | Minister                          | Kinderdagverblijf, Jeugd en Jeugdhulp                                                                               | 16 juli 2024 - heden | Les Engagés |
|               |               | Jacqueline Galant (1974)  | Minister                          | Sport en Media | 16 juli 2024 - heden | MR          |
|               |               | Yves Coppieters (1968)    | Minister                          | Gezondheid, Gelijke Kansen en Vrouwenrechten                                                                        | 16 juli 2024 - heden | Les Engagés |
|               |               | Adrien Dolimont (1988)    | Minister                          | Wetenschappelijk Onderzoek                                                                                          | 16 juli 2024 - heden | MR          |

### Centrale functie
|  | Functie en bevoegdheden                        | Naam         | Partij | Partij      |
|  | ---------------------------------------------- | ------------ | ------ | ----------- |
|  | Voorzitter Parlement van de Franse Gemeenschap | Benoit Dispa |        | Les Engagés |

Moureaux I · 
Monfils · 
Moureaux II · 
Féaux · 
Anselme · 
Onkelinx I · 
Onkelinx II · 
Hasquin ·
Arena ·
Demotte I ·
Demotte II ·
Demotte III ·
Jeholet ·
Degryse